# VH1
VH1(Video Hits One)은 미국 뉴욕에 본사를 둔 케이블 방송사이다. MTV의 대성공에 힘입어 1985년 1월 1일에 개국하였다. MTV를 비롯한 다른 자매 채널들에 비하여 경쾌하고 부드러운 대중음악의 뮤직 비디오를 방송하기 위해 개국하였다.

## 같이 보기
- MTV